# Telwin
Telwin SpA è un’azienda italiana con sede a Villaverla, nella Provincia di Vicenza, che progetta, produce e distribuisce apparecchiature per la saldatura, puntatura, taglio al plasma, carica e avviamento per i settori industriale, automotive, professionale e consumer.
Fondata nel 1963 dal cav. Giovanni Spillere col nome di TELITALIA (TELecomunicazioni ITALIA), l’azienda cambia negli anni ‘80 il proprio nome in TELWIN, a sua volta derivato dalla fusione del preesistente TELitalia con i termini inglesi “Welding” (saldatura) e “INternational”. L’azienda è oggi guidata da Antonio (Presidente) con Stefano (Amministratore Delegato) e la sorella Silvia (Vice Presidente), rispettivamente seconda e terza generazione di imprenditori della famiglia Spillere. L’azienda è presente in oltre 120 mercati nei 5 continenti.

## La Cittadella della Saldatura
L’attuale sede di Telwin si trova a Villaverla (Vicenza) in una superficie che si estende per oltre 120.000 m², denominata la "Cittadella della saldatura".  In quest’area, che costituisce il più grande polo industriale e di ricerca delle macchine per la saldatura, si trovano tutte le funzioni aziendali, dalla produzione ai magazzini, fino agli uffici tecnici, produttivi e direzionali dell’azienda.